# Picentino
A Picentino egy folyó Olaszország Campania régiójában, Salerno megyében. A Picentini-hegységből ered, forrásvidéke 1650 m magasságban van. A hegység gyorsvizű patakjait gyűjti össze. Giffoni Valle Piana, Pontecagnano Faiano és Salerno településeken halad keresztül, és ez utóbbi mellett ömlik a Tirrén-tengerbe.